# Neisser Bent
Neisser Bent (7 agosto 1976) è un ex nuotatore cubano.
Specializzato nel dorso ha vinto la medaglia di bronzo nei 100 m dorso alle Olimpiadi di Atlanta 1996.

## Palmarès
- Olimpiadi

Atlanta 1996: bronzo nei 100m dorso.
- Mondiali in vasca corta

Goteborg 1997: oro nei 100m dorso e nei 200m dorso.
- Universiadi

Sicilia 1997: oro nei 100m dorso e argento nei 200m dorso.